# Finsterbach (Neckar)
Der Finsterbach ist ein Waldbach des südlichen Odenwaldes im Rhein-Neckar-Kreis entlang der Grenze der Gemeinde Schönbrunn zur Stadt Neckargemünd, der nach etwa 11⁄2 km langem nordnordwestlichem Lauf am Neckargemünder Neckarhäuserhof von rechts in den unteren Neckar mündet. Zusammen mit jedem seiner beiden Oberläufe ist er rund 3 km lang. 

## Geographie

### Verlauf

#### Oberläufe
Der Finsterbach entsteht in tiefem Waldtal zwischen dem Epfenberg (244,1 m ü. NHN) im Westen und den Hängen Sandelsberg im Nordosten und Eulenberg im Südosten etwa 1,4 km südsüdöstlich des Neckarhäuserhof aus dem Zusammenfluss seiner beiden Oberläufe.

##### Finsterbächle
Der rechte Oberlauf Finsterbächle, auch Finsterbächlein genannt, entspringt auf ungefähr 382 m ü. NHN etwa 1,6 km westsüdwestlich der Ortsmitte des Dorfes Schönbrunn im Schnepfenloch zwischen den Walddistrikten Bürgerwald des nördlich darüber bis 468,1 m ü. NHN hohen Berges Höchsten und dem Walddistrikt Eulenberg auf dem gleichnamigen Bergrücken, der das Tal linksseits begleitet. Der als kleines Quellrinnsal östlich des Hannjörgkreuzes beginnende, zuweilen durchflusslose Bach verläuft in gewunden westsüdwestlicher Richtung zwischen Eulenberg und Sandelsberg und kerbt sich stark ein. Er ist allenfalls einen Meter breit und fließt oft in einer unter steilen Uferwänden bis zwei Meter tiefen Geländerinne. Auf der Bachsohle steht Fels an oder sie ist von Steinen bedeckt. Entlang dem Ufer steht meist Laubholz, Erlen dominieren dabei. Kurz vor dem Zusammenfluss mit dem anderen Oberlauf passiert er noch den Schnepfenlochbrunnen.
Das Finsterbächle ist etwa 1,2 km lang, hat ein Gefälle von rund 110 ‰ und mündet etwa 138 Höhenmeter unterhalb seines Ursprungs. Sein Einzugsgebiet ist etwa 1,4 km² groß. Es ist damit der steilere und höher entspringende, aber kleinere Oberlauf des Finsterbachs.

##### Eulenbächle
Der linke Oberlauf Eulenbächle, auch Eulenbächlein genannt, entspringt auf ungefähr 334 m ü. NHN etwa 1,2 km nordwestlich des Ortsrandes von Schönbrunn-Haag im Wald am Nordwestrand der dreieckigen Talwiesenlichtung Totelswiese. Dieser und dem Fuß des Eulenberges entlang fließt er auf seinem ersten Viertelkilometer südwestwärts. Dann überquert ihn die aus Haag kommende K 4103, die nun bis zur Neckarmündung des Finsterbachs im Talzug verläuft, und er wendet sich für die nächsten etwa 900 Meter seines fast durchweg geschlungenen Laufs ab nun in geschlossenem Wald nach Westen. Nördlich unter dem Bergsattel am Steinernen Tisch knickt er dann abrupt nach Norden ab. Gegen Ende seines noch etwa 500 Meter langen letzten Laufstücks überquert ihn nochmals die begleitende Kreisstraße wieder hinüber auf die linke Bachseite, dann fließt er mit dem rechten Oberlauf zum Finsterbach zusammen.
Das bis zu zwei Meter breite Eulenbächle hat am Oberlauf ebenfalls nur unbeständig Durchfluss, aber spätestens ab dem Mittellauf dauerhaften. Es verläuft ebenfalls auf Abschnitten in einer bis zwei Meter eingetieften Geländerinne. Die Bachsohle ist steinig bis sandig, am Ufer steht überall Laubholz, durchwegs mit Erlen im Bestand, anfangs sind jedoch Eschen dominant, gegen Ende Buchen. Am Laufknick unterm Steinernen Tisch läuft ein erstes Quellrinnsal zu, danach auf dem Nordlauf noch weitere, derethalben der Bach dort teils in sumpfigen Abschnitten verläuft.
Das Eulenbächle ist 1,6 km lang, hat ein Gefälle von rund 55 ‰ und mündet etwa 90 Höhenmeter unterhalb seines Ursprungs. Sein Einzugsgebiet ist etwa 2,1 km² groß. Es ist damit der flachere und tiefer entspringende, aber größere Oberlauf des Finsterbachs.

#### Weiterer Verlauf
Der auf 244,1 m ü. NHN rechtsseits der Kreisstraße nach Neckarhäuserhof entstandene Finsterbach fließt, ungefähr in Fortsetzung des Zulaufrichtung des Eulenbächles, durchweg in nordnordwestlicher Richtung, meist wie seine Oberläufe recht naturnah gewunden und in einer erlen- und eschendominierten Laubholzgalerie. Mancherorts fließen kurze Quellgerinne vom Unterhang zu. Auf einem knapp 200 Meter langem Abschnitt am Mittellauf ist sein natürlicher Lauf allerdings durch die ihm näher als dem Eulenbächle kommende Kreisstraße beeinträchtigt. Diese überquert ihn etwa am Beginn des letzten Laufdrittels nach rechts hinüber. Die Wasserführung im zwei bis drei Meter breiten Bett scheint der Mündung zu abzunehmen. Nach dem Austritt aus seinem Tal in die sehr schmale linke Flussaue liegt linksseits von ihm der Ort Neckarhäuserhof und die Kreisstraße quert ihn ein weiteres Mal zu diesem hinüber. Er fließt auf 117,4 m ü. NHN von links in den unteren Neckar ein.
Der Finsterbach mündet nach alleine 1,6 km, zusammen mit dem Finsterbächle ca. 2,8 km bzw. mit dem Eulenbächle 3,3 km langem Lauf etwa 127 Höhenmeter unterhalb seines Zusammenflusses. Alleine hat er ein mittleres Sohlgefälle von 78 ‰, auf dem steileren der beiden Gesamtstränge zusammen mit dem Oberlauf Finsterbächle eines von etwa 94 ‰.

### Einzugsgebiet
Der Finsterbach hat ein 5,1 km² großes Einzugsgebiet, das naturräumlich zum Buntsandstein-Odenwald gehört, der obere Teil zum Teilraum Östlicher Kleiner Odenwald des Unterraums Kleiner Odenwald, der untere mit dem gesamten Lauf des Finsterbachs zum Unterraum Odenwald-Neckartal. Der höchste Punkt liegt an seiner Nordostecke auf dem Gipfelplateau des Höchsten und erreicht etwa 465 m ü. NHN. Das Gebiet ist fast vollständig bewaldet, ausgenommen nur etwa 1 % der Fläche mit Wiesen in einer Lichtung und am Waldrand. Einziger Siedlungsplatz mit wenigen Häusern innerhalb  ist die Siedlung Neckarhäuserhof abwärts der Mündung im Neckartalgrund.
Sie liegt im Gebietsanteil der Stadt Neckargemünd, dem kleinsten von dreien, der sich westlich von unterem Eulenbächle und Finsterbach erstreckt. Der größte gehört zur Gemeinde Schönbrunn, liegt im Nordosten und reicht bis ans rechte Ufer des Finsterbachs. In diesen erstreckt sich von Süden her eine breite Gebietszunge der Gemeinde Lobbach herein, die den westwärtigen Laufabschnitt des Eulenbächle quert und sich dann nordostwärts zwischen oberstem Eulenbächle und Finsterbächle den Eulenberg hinauf bis nahe an die östliche Wasserscheide zieht. 
Reihum grenzen die Einzugsgebiete der folgenden Nachbargewässer an dasjenige des Finsterbach:
- Im Norden ist längstenteils der Neckar das nächste Gewässer, dann liegt hinter der Wasserscheide das Quellgebiet des Seitelsbachs, des nächsthöheren Neckarzuflusses;
- im Nordosten liegt kurz Einzugsgebiet des Enzbachs, der über Altbach und Pleutersbach noch höher in den Neckar entwässert;
- im Osten nimmt der Wimmersbach den Abfluss zur anderen Seite auf, der den Lobbach speist;
- im Süden liegt ebenfalls Einzugsgebiet des Lobbachs, der über die Elsenz weit abwärts des Finsterbachs den Neckar speist;
- im Westen läuft der nächste linke Neckarzufluss Neckarberggraben.

### Zuflüsse
Liste der Zuflüsse von der Quelle zur Mündung. Gewässerlänge, Einzugsgebiet und Höhe nach den entsprechenden Layern auf der Onlinekarte der LUBW. Andere Quellen für die Angaben sind vermerkt.
Zusammenfluss des Finsterbachs auf 244,1 m ü. NHN ca. 1,4 km südsüdöstlich von Neckargemünd-Neckarhäuserhof neben der K 4103 von Schönbrunn-Haag her.
- Finsterbächle oder Finsterbächlein[LUBW 6], rechter Oberlauf von Ostnordosten, ca. 1,2 km[LUBW 4] und ca. 1,4 km².[LUBW 9] Entsteht auf etwa 382 m ü. NHN ca. 1,5 km westlich von Schönbronn am Bürgerwald im Schnepfenloch.
- Eulenbächle oder Eulenbächlein[LUBW 8], linker Oberlauf von Südosten, 1,6 km und ca. 2,1 km².[LUBW 9] Entsteht auf etwa 334 m ü. NHN etwa 1,2 km nordwestlich des Ortsrandes von Schönbrunn-Haag an der Tallichtung Totelswiese.

Mündung des Finsterbachs von links und Südsüdosten auf 117,4 m ü. NHN beim sich flussabwärts ziehenden Neckarhäuserhof in den unteren Neckar. Der Finsterbach ist selbst 1,6 km lang, jedoch zusammen mit dem rechten Oberlauf Finsterbächle ca. 2,8 km bzw. mit dem linken Oberlauf Eulenbächle 3,3 km. Er hat ein 5,1 km² großes Einzugsgebiet.

## Geologie
Das Einzugsgebiet liegt in Gänze im Buntsandstein des Odenwaldes. Die Quellen der Oberläufe entspringen im Übergangsbereich zwischen dem die Höhen bedeckenden Oberen Buntsandstein und dem Mittleren Buntsandstein, der an den unteren, rechtsseits auch großteils an den mittleren Hängen ausstreicht. Unteren Buntsandstein gibt es nur auf etwa dem letzten halben Kilometer auf dem Talgrund und an den unteren Hängen. Dieser wurde mündungsnah rechts des Bachlaufs in einem inzwischen aufgelassenen und teilweise verfüllten Steinbruch abgebaut. Beidseits des Übertritt ins Neckartal stehen mehrere Dutzend Meter hohe Steilwände aus diesem Gestein an der linken Flanke des Neckartals.
Der Talzug des unteren Eulenbächles und dann des Finsterbachs folgt einer vermuteten und nur abschnittsweise nachgewiesenen, nordnordwestlich bis nördlich streichenden Störungslinie, die am rechten Hang des Untertals Unteren Buntsandstein im Westen gegen Mittleren im Osten am Hang versetzt. Da 600 bis 300 Meter östlich von und etwa parallel zu ihr eine weitere, nur auf einem Abschnitt nachgewiesene Störung streicht, die Oberen Buntsandstein talseitig gegen Mittlerem Buntsandstein hangseitig versetzt, folgt der Talzug also ungefähr dem Westrand eines tektonischen Grabens.
Am Quellbereich des Eulenbächles liegen auf dem Buntsandstein des Eulenberghangs pleistozäne lössführende Fließerden, diese bedecken schon etwas oberhalb von dessen gewöhnlichem Ursprung und dann auf mehr als der Hälfte des Finsterbächlelaufs auch dessen Talgrund. In den tieferen Abschnitten beider Oberlauftäler und im Finsterbachtal liegen dann schmale Bänder aus im Pleistozän und im Holozän angeschwemmtem und umgelagertem Gestein.

## Natur und Schutzgebiete
Vom Mittelhang abwärts steht im Winkel zwischen Finsterbächle und Finsterbach bis an die beiden Läufe heran der Wald als Bannwald Schnapsried unter Schutz.
Das gesamte Einzugsgebiet liegt im Landschaftsschutzgebiet Neckartal I-Kleiner Odenwald und im Naturpark Neckartal-Odenwald.

## Tourismus
Das Einzugsgebiet des Finsterbachs wird von vier Hauptwanderwegen des Odenwaldklubs durchzogen:
- Der HW 62 oder Linke Neckarrandweg, markiert mit einem gelben R, kreuzt auf seiner Etappe zwischen Hirschhorn und Neckargemünd kurz vor der Mündung den Finsterbach bei Neckarhäuserhof.
- Der HW 24 zwischen Tauberbischofsheim und Heppenheim, markiert mit einem liegenden gelben T, kreuzt auf seiner Etappe zwischen Haag und dem  Steinernen Tisch das Eulenbächle gleich nach dessen Ursprung.
- Der HW 21 oder Franken-Hessen-Kurpfalz-Weg, markiert mit einem roten Kreuz, steigt auf seiner Etappe zwischen Hirschhorn und Neckargemünd, von den Neckartalrandhöhen ins unterste Finsterbächletal ab und steigt dann linksseits des Eulenbächles zum Steinerner Tisch an.
- Der HW 17 von Reinheim nach Neidenstein, markiert mit einem kopfstehenden blauen Dreieck, steigt vom Neckarhäuserhof über den linken Hang von Finsterbach- und Eulebächlestal auf zum Steinernen Tisch.

Daneben berührt
- der HW 19 von Offenbach nach Eppingen, markiert mit einem blauen Quadrat,

auf seiner Etappe zwischen Hirschhorn und Haag das Einzugsgebiet im Nordosten im Bereich des Höchsten.

### LUBW
Amtliche Online-Gewässerkarte mit passendem Ausschnitt und den hier benutzten Layern: Lauf und Einzugsgebiet des Finsterbachs

Allgemeiner Einstieg ohne Voreinstellungen und Layer: Daten- und Kartendienst der Landesanstalt für Umwelt Baden-Württemberg (LUBW) (Hinweise)
1. 1 2 3 4 5  Höhe nach grauer Beschriftung auf dem Hintergrundlayer Topographische Karte.
2. 1 2 3  Höhe nach dem Höhenlinienbild auf dem Hintergrundlayer Topographische Karte.
3. 1 2  Länge nach dem Layer Gewässernetz (AWGN).
4. 1 2 3  Länge nach dem Layer Gewässernetz (AWGN), ergänzt um ein kleines, auf der Gewässerkarte nicht berücksichtigtes Anfangsstück, das auf dem Hintergrundlayer Topographische Karte abgemessen wurde.
5. 1 2  Einzugsgebiet nach dem Layer Basiseinzugsgebiet (AWGN).
6. 1 2  Auf dem in Namensdingen gewöhnlich zuverlässigerem Hintergrundlayer Topographische Karte ist der Bach als Finsterbächle beschriftet, die Gewässerlayer nennen ihn dagegen Finsterbächlein.
7. 1 2 3  Natur teilweise nach dem Layer Geschützte Biotope.
8. 1 2  Auf dem in Namensdingen gewöhnlich zuverlässigerem Hintergrundlayer Topographische Karte ist der Bach als Eulenbächle beschriftet, die Gewässerlayer nennen ihn dagegen Eulenbächlein.
9. 1 2  Einzugsgebiet abgemessen auf dem Hintergrundlayer Topographische Karte.
10. ↑  Länge abgemessen auf dem Hintergrundlayer Topographische Karte.
11. ↑  Schutzgebiete nach den einschlägigen Layern.

### Andere Belege
1. ↑  Josef Schmithüsen: Geographische Landesaufnahme: Die naturräumlichen Einheiten auf Blatt 161 Karlsruhe. Bundesanstalt für Landeskunde, Bad Godesberg 1952. → Online-Karte (PDF; 5,1 MB)
2. ↑  Geologie nach den Layern zu Geologische Karte 1:50.000 auf: Mapserver des Landesamtes für Geologie, Rohstoffe und Bergbau (LGRB) (Hinweise)